# توماس نورث
توماس نورث (1535 - 1604) ضابط عسكري ومترجم إنجليزي. من أبرز أعماله ترجمة Parallel Lives لبلوتارخُس إلى اللغة الإنجليزية، وهي التي اعتمد عليها ويليام شكسبير في العديد من أعماله المسرحية.